# Alois Alteköster
Alois Alteköster (* 1931 in Haan; † Februar 1968 in oder bei Huế, Vietnam) war ein deutscher Mediziner.

## Werdegang
Alois Alteköster war Assistent an der Universitätsklinik Düsseldorf, als er sich 1966 für ein Entwicklungsprojekt in Vietnam bewarb. Er arbeitete ab dem 1. November 1966 unter dem Freiburger Pädiatrieprofessor Horst-Günther Krainick im Rahmen eines Bildungshilfeprogramms der deutschen Bundesregierung an der Medizinischen Fakultät der Universität der südvietnamesischen Stadt Huế.
Während der Tet-Offensive des Vietcong und der Eroberung der Stadt wurde Alteköster am 5. Februar 1968 zusammen mit Krainick, dessen Frau Elisabeth und dem Arzt Raimund Discher entführt. Alle Bemühungen, unter anderem des Caritas-Präsidenten Georg Hüssler, um die Vermissten blieben erfolglos. Am 3. April 1968 teilte die Deutsche Botschaft in Saigon mit, die Leichen der vier Deutschen seien in einem Massengrab gefunden worden. Als Todesursache wurden Genick- und Kopfschüsse angegeben. Die Nachricht vom gewaltsamen Tod löste bundesweit Betroffenheit aus.

## Ehrungen
- 1968: Verdienstkreuz 1. Klasse der Bundesrepublik Deutschland. (Der Orden wurde postum – als Reaktion auf die Ermordung – verliehen und den Angehörigen bei der Trauerfeier überreicht.)[2]